# Žut
Žut (italienska: Zut) är en ö i Adriatiska havet. Ön tillhör Kroatien och har en yta på 14,83 km2. Dess högsta topp Dubavac når 155 m ö.h. Žut är obebodd och ligger mellan öarna Pašman och Kornat i Šibeniks skärgård. Den är den näst största ön bland Kornaterna. 

## Geografi
Žut har en flikig kust med många vikar och vilket gör att den har en ovanligt lång kustlinje som uppgår till 44,06 km. Till de större vikarna räknas Podražanj, Papeše, Žešnja, Strunac, Hiljača, Sarušćica, Bizikovica, Pinizel och Bodovac.

## Arkitektur och kulturarv
På ön finns en småbåtshamn och i september 2011 invigdes Heliga Korsets kyrka (Crkva Sv. Križ) på berget Grba. Byggnationen av kyrkan hade påbörjats innan andra världskriget.